# خمام
خمام (بالفارسية: خمام) هي منطقة سكنية تقع في إيران في Khomam District. يقدر عدد سكانها بـ 12,901 نسمة .